# 聖克里斯多福
聖克里斯多福（希臘語：Ἅγιος Χριστόφορος, Ágios Christóforos）為一同樣受到天主教及正教會所敬禮的聖人，聖公會譯為作聖基道，天主教譯為聖基道霍、亦翻譯作聖基多福、聖基道化，原名雪波布（英語：Reprobus）。他最有名的傳說是曾經幫助耶穌所假扮的小孩子過河。此外他比較知名的是他作為旅行者或遊子的主保聖人的角色。

## 傳說
大多數關於聖克里斯多福的傳說最早來自於希臘，11世紀有位主教兼詩人斯派爾的沃爾特（德語：Walter von Speyer）寫下了一個文獻版本，不過最有名的版本來自於13世紀記有大量聖人傳說的書籍《黃金傳奇》。 他的傳說大意如下：

傳說中本名為歐菲魯斯（Offerus，亦有阿多金姆斯（Adokimus）及列普羅布斯(Reprebus)等說法）的克里斯多福為一名孔武有力者，他立誓要服務世上最強大的君王。他先後找過迦南王，之後找魔鬼。當他發現魔鬼怕十字架後，他就認定耶穌是最強大的君王。由於他不適應隱修者的生活，於是改以在河邊幫助他人，背負他人渡過河流作為他服務耶穌的方法。
一日一名兒童請求克里斯多福幫助他渡河，克里斯多福卻赫然發現那個小孩子竟然重到他幾乎背不動。在艱難的過河後他向小孩子說「你重到讓我有如世界被揹在我肩上」，而小孩子則回應「你背負的不只是全世界，還包含它的造者。我就是基督，你的君王」。自此歐菲魯斯就改名為克里斯多福，意為背負基督者。
被此事件激勵的克里斯多福決定踏上傳教的旅途，而最後也因此被反對基督教的國王處刑而成了殉道者。